# Cladocarpus sibogae
Cladocarpus sibogae är en nässeldjursart som beskrevs av Chantal Billard 1911. Cladocarpus sibogae ingår i släktet Cladocarpus och familjen Aglaopheniidae. Inga underarter finns listade i Catalogue of Life.